# 金町駅 (岐阜県)
金町駅（こがねまちえき）は、岐阜県岐阜市金町4丁目にあった、名古屋鉄道岐阜市内線の駅（停留場）。

## 歴史
1925年（大正14年）に美濃電気軌道の駅として開業した際の駅名は高野町駅（たかのちょうえき）であった。その後1944年（昭和19年）から営業を休止し、1950年（昭和25年）に金町駅へ改称の上営業を再開した。
- 1925年（大正14年）6月1日 - 美濃電気軌道の徹明町 - 千手堂間の開通と同時に高野町駅として開業[1]。
- 1944年（昭和19年） - 休止[1]。
- 1950年（昭和25年）9月10日 - 金町駅へ改称の上で営業再開[1]。
- 2005年（平成17年）4月1日 - 岐阜市内線の廃止と同時に廃駅[2]。

## 停留場構造
相対式2面2線の乗り場を持ち、乗り場は交差点を挟んで千鳥式に配置されていた。ただし道路との併用軌道上で、安全地帯はなく、「グリーンベルト」と称して路面を緑色に塗装してあるだけだった。

### 配線図
| ← 千手堂方面 | 金町駅 構内配線略図 | → 徹明町方面 |
| 凡例 出典:   |                     |              |

## 停留場周辺
- 金神社
- 明治安田生命金町ビル
- 宮下薬局

## 隣の停留場
名古屋鉄道
岐阜市内線
徹明町駅 - 金町駅 - 千手堂駅